# Coo Coo Marlin
Clifton Burton „Coo Coo“ Marlin (* 3. Januar 1932 in Columbia, Tennessee; † 14. August 2005 ebenda) war ein US-amerikanischer Autorennfahrer und eine Legende der US-Motorsportliga NASCAR.

## Leben
Marlin machte sich zunächst einen Namen bei kleineren Rennen in Tennessee und Alabama. Hier fuhr er gegen bekannte Fahrer wie Red Farmer, Bobby und Donnie Allison. Er wechselte zur neu entwickelten Grand National Series und wurde einer der frühen Rennfahrer-Stars. Marlin hat nie eines seiner 165 Rennen zwischen 1966 und 1980 gewonnen, hatte aber neun Top-5- und 51 Top-10-Platzierungen. Clifton „Coo Coo“ Marlin fuhr 14 Jahre Rennen in der Grand National Series, die ab 1972 Winston Cup hieß. 
Bei einem seiner gelegentlichen Gaststarts in der ARCA Racing Series gelang ihm 1976 ein Sieg beim Uniroyal 250 auf dem Nashville Fairgrounds Speedway. Ein weiterer Sieg gelang ihm 1973 beim "Duell at Daytona"-Qualifikationsrennen zum Daytona 500. Sein letztes Rennen bestritt er am 19. Mai 1995 auf dem Charlotte Motor Speedway. 
Er ist der Vater des heutigen NASCAR-Fahrers Sterling Marlin. Er starb an Lungenkrebs.